# Corrado Fabi
Corrado Fabi (n. 12 aprilie 1961, Milano) a fost un pilot italian de Formula 1 care a evoluat în Campionatul Mondial între anii 1983 și 1984.